# Zurdo (película)
Zurdo es una película mexicana del realizador Carlos Salces, lanzada el 21 de febrero de 2003.

## Sinopsis
En un pueblo llamado Buenaventura donde vive un niño de 11 años conocido como Zurdo, que tiene una gran habilidad para jugar a las canicas. Un día llega un extraño del pueblo de Santa María retando al Zurdo con el que asegura es el mejor jugador, apodado el Mago. Zurdo acepta ese reto, y ambos pueblos entregan toda su pasión, coraje y optimismo. La fecha del encuentro queda pactada y las apuestas corren por todo el poblado, al mismo tiempo que el mundo infantil y onírico del Zurdo se desmorona ante las ambiciones materiales de los adultos.

## Reparto
- Álex Perea / Alejandro (Zurdo)
- Alejandro Camacho / Romo
- Arcelia Ramírez / Martina
- Giovanni Florido / Millito
- Guillermo Gil / Don Emilio
- Esteban Soberanes / Tomás
- Blanca Salcés / Dora
- Ignacio Guadalupe / Julián
- Eugenio Derbez / Forastero "El mago"
- Regina Blandón / Carmita
- Gustavo Sánchez Parra / Chupacabras Jefe
- Regina Orozco / Mrs. Mendoza
- Juan Carlos Serrán / Mr. Mendoza
- Gabriela Canudas / María de la Luz
- Erika de la Llave / Ernestine
- Hernán Mendoza / Benito
- Alicia Laguna / Jacinta
- Arnoldo Picazzo / Sebastián
- Flor Payán / Leonora
- Arturo Barba / Tartamudo
- Jean Duverger / Capullo
- Farnesio de Bernal / Guía espiritual
- Zaide Silvia Gutiérrez / Maestra
- Ramón Rivera / Basilio
- Jorge Zárate / Pavis
- Jaime Ramos / Chupacabras Franky
- Octavio Castro / Chupacabras Afro
- Fernando Rubio  / Pichardo
- Daniel Acuña / Mago
- Marta Aura / Eulalia
- Juan Carlos Colombo / Árbitro
- Malcom Vargas / Juanjo
- Diego Cataño / Niño
- Carlos Santana Arellano / Hijo de Jacinta
- Luis Fernando Lezama / Hijo de Jacinta
- Áurea Zapata / Otra mujer / Porrista
- Isabel Cortazar / Marchanta
- Osvaldo Benavides / DJ
- Brian Medina / Guicho
- Danny Perea / Porrista

## Premios y nominaciones
Premios Ariel 2003
- Mejor edición -  (Carlos Salces) - Nominado
- Mejor banda sonora  -  (Eduardo Gamboa, Paul Van Dyk) - Ganador
- Mejor sonido -  (Carlos Salces, Ernesto Gaytán, Gabriel Coll Barberis, Jaime Baksht, Lena Esquenazi) - Ganador
- Mejor diseño de arte - (Bárbara Enríquez, Canek Saemisch Zenzes, Eugenio Caballero, María Salinas, Oscar Hernández) - Ganador
- Mejor vestuario - (Bárbara González Monsreal) - Ganador
- Mejor maquillaje - (Alfredo Mora, Mario Zarazúa) - Nominado
- Mejor efectos especiales - (Daniel Cordero, Jaime Ramos) - Nominado

Premios Diosas de Plata 2004 (34 edición)
- Mejor Película - (Carlos Salces) - Nominada
- Mejor Revelación Masculina - (Álex Perea) - Ganador
- Mejor Fotografía - (Chuy Chávez)[4] - Ganador
- Mejor Edición - (Jorge Alejandro) - Ganador

## Música
La música de la película corrió a cargo del famoso DJ internacional Paul van Dyk, mientras que la música sinfónica fue compuesta y producida por Eduardo Gamboa (Mexfilm Orchestra).
Zurdo (banda sonora original de la película)
1. Paul van Dyk The Game (6:09)
2. Paul van Dyk  Te Amo (4:32)
3. Paul van Dyk  Buenaventura (8:28)
4. Paul van Dyk  La Fiesta De Las Canicas (6:54)
5. Paul van Dyk  Escape (3:22)
6. Paul van Dyk  Chupacabras (2:40)
7. Paul van Dyk  Zurdo in Love (1:30)
8. Paul van Dyk  Excitation (3:24)
9. Paul van Dyk  Santa María (7:29)
10. Paul van Dyk  Animación (6:56)
11. Paul van Dyk  Otro Día (6:11)

Pistas Sinfónica de la película:
1. Eduardo Gamboa - Créditos iniciales	(2:21)
2. Eduardo Gamboa - Gordo reta al Zurdo	(1:07)
3. Eduardo Gamboa - La Canica Centenario	(0:34)
4. Eduardo Gamboa - Forastero	(0:43)
5. Eduardo Gamboa - Tiro Ganador Del Zurdo	(0:33)
6. Eduardo Gamboa - Bronca de chavos	(1:11)
7. Eduardo Gamboa - Policías	(0:35)
8. Eduardo Gamboa - El Templo	(0:47)
9. Eduardo Gamboa - Pesadilla Con El Papa	(0:57)
10. Eduardo Gamboa - Zurdo y sus canicas	(0:43)
11. Eduardo Gamboa - El Tío del Zurdo	(1:15)
12. Eduardo Gamboa - El Mago	(0:09)
13. Eduardo Gamboa - ¡Buenaventura ganará!	(0:30)
14. Eduardo Gamboa - Muchacha triste	(0:58)
15. Eduardo Gamboa - Romo ataca a Dora	(0:26)
16. Eduardo Gamboa - Zurdo rescata a Dora	(0:34)
17. Eduardo Gamboa - Romo inconsciente	(0:38)
18. Eduardo Gamboa - Zurdo entrenando	(1:15)
19. Eduardo Gamboa - En el mercado	(0:26)
20. Eduardo Gamboa - Zurdo angustiado	(0:28)
21. Eduardo Gamboa - Zurdo alerta A Millito	(0:21)
22. Eduardo Gamboa - Persecución	(1:32)
23. Eduardo Gamboa - Montaje / Fuga	(2:09)
24. Eduardo Gamboa - La búsqueda	(1:04)
25. Eduardo Gamboa - Las estrellas del Zurdo	(0:48)
26. Eduardo Gamboa - Zurdo y su tío	(0:48
27. Eduardo Gamboa - Romo se desbarranca	(0:16)
28. Eduardo Gamboa - Romo ataca al tío	(0:15)
29. Eduardo Gamboa - Pesadilla en la canica	(0:55)
30. Eduardo Gamboa - Sueños "Guajiros"	(0:59)
31. Eduardo Gamboa - Llega la gente al torneo	(0:32)
32. Eduardo Gamboa - Llega El Mago	(0:48)
33. Eduardo Gamboa - Entran a la arena de juego	(1:15)
34. Eduardo Gamboa - El Mago comenzará	(0:20)
35. Eduardo Gamboa - Forastero y Mamá	(0:15)
36. Eduardo Gamboa - Arranca el encuentro	(0:30)
37. Eduardo Gamboa - Fanfarria 1	(0:15)
38. Eduardo Gamboa - Empatados a un tanto	(0:55)
39. Eduardo Gamboa - Millito anima al Zurdo	(0:57)
40. Eduardo Gamboa - Fanfarria 2	(0:24)
41. Eduardo Gamboa - Romo amenaza / Montaje	(1:48)
42. Eduardo Gamboa - El Tío / Jugada definitiva	(1:26)
43. Eduardo Gamboa - ¡Zurdo campeón!	(1:04)
44. Eduardo Gamboa - Romo ataca al Zurdo	(1:10)
45. Eduardo Gamboa - Final	(1:10)
46. Eduardo Gamboa - Créditos Finales	(2:19)